# Neleucania suavis
Neleucania suavis là một loài bướm đêm trong họ Noctuidae.